# Fokker F.II

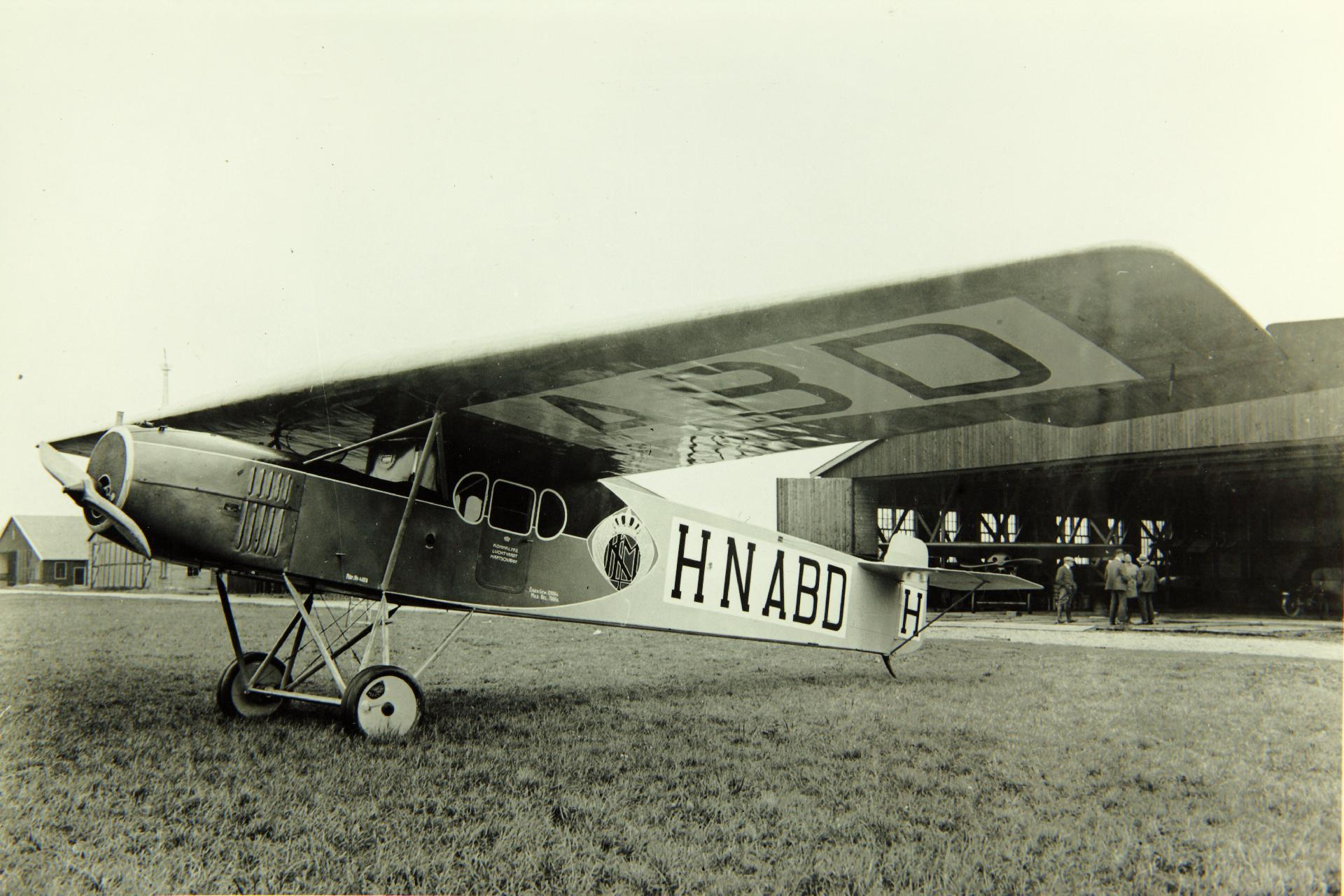
Die zweite an KLM gelieferte Fokker F.II mit dem Kennzeichen H-NABD

Die Fokker F.II war ein einmotoriges Verkehrsflugzeug für vier Passagiere des niederländischen Herstellers N.V. Nederlandsche Vliegtuigenfabriek. Der Prototyp und die ersten Serienmodelle entstanden zwischen 1919 und 1921 bei den Fokker Flugzeugwerken in Schwerin.

## Geschichte
Nach dem Ersten Weltkrieg mussten die Fokkerwerke Schwerin die Produktion von Militärflugzeugen einstellen. Der Unternehmer Anton Herman Gerard Fokker entschied sich daraufhin, zivile Flugzeugtypen entwickeln zu lassen. Die Entwurfsarbeiten begannen im Dezember 1918 unter der Leitung von Reinhold Platz.
Für den ersten Prototypen V.44 waren noch offene Sitze für die Passagiere vorgesehen, doch diese Idee wurde aufgegeben und das Flugzeug noch vor dem Einfliegen abgewrackt. Der zweite Entwurf V.45 wies bereits eine geschlossene Kabine auf und auf der Grundlage dieses Prototyps entstand schließlich die Serienausführung F.II.
Der Erstflug der F.II fand im Oktober 1919 statt, die ersten Maschinen entstanden in den Fokkerwerken Schwerin. Nach deren Schließung 1921 wurde die Fertigung im niederländischen Veere fortgesetzt. Ab 1925 entstanden in Staaken 18 bis 20 als Fokker-Grulich F.II bezeichnete Lizenzbauten für den Deutschen Aero Lloyd. Diese waren zuvor von Ingenieur Karl Grulich, dem Leiter der Staakener Werft, überarbeitet und mit geändertem Führersitz, Fahrwerk sowie größeren Kabinenfenstern versehen worden. Das daraus resultierende höhere Gewicht wurde durch einen leistungsstärkeren BMW-IV-Motor kompensiert.

## Konstruktion
Die Rumpfstruktur der F.II bestand aus geschweißten Stahlrohren und war mit Stoff bespannt, die Tragflächen des als Hochdecker ausgelegten Flugzeugs wiesen eine hölzerne Konstruktion und eine Sperrholzverkleidung auf. Unterhalb der Tragflächen befand sich die für vier Passagiere ausgelegte Kabine. Im offenen Cockpit davor konnte neben dem Piloten ein weiteres Besatzungsmitglied oder ein fünfter Fluggast untergebracht werden.
Als Antrieb der ersten Modelle diente ein BMW-IIIa-Motor. Da sich dieser als zu schwach erwies, wurde er bei einem an KLM ausgelieferten Flugzeug gegen einen Armstrong Siddeley Puma ausgetauscht. Andere Exemplare erhielten nachträglich einen BMW-IV-Motor.
Die Lizenzversion Fokker-Grulich F.II besaß ein geschlossenes Cockpit, das über eine Tür mit der Fluggastkabine verbunden war, der Antrieb bestand anfangs aus einem BMW-IV-Motor, der später bei einigen Modellen durch einen BMW-Va ersetzt wurde. Verantwortlich für die überarbeiteten Pläne war Karl Grulich, Technischer Leiter der Deutschen Aero Lloyd.

## Nutzung
Erstkunde war die niederländische Fluggesellschaft KLM. Das Vorführmodell war 1920 aus Deutschland herausgeschmuggelt worden, da die Siegermächte des Ersten Weltkriegs ein Exportverbot für deutsche Flugzeuge erlassen hatten. Die beiden ersten im August 1920 ausgelieferten Maschinen wurden zwischen Amsterdam-Schiphol und London-Croydon eingesetzt. KLM nutzte die Flugzeuge bis 1927. Zwei Maschinen verkaufte sie anschließend an die belgische Sabena.
Die Deutsche Luftreederei erwarb ebenfalls drei in Schwerin gebaute Serienflugzeuge und ließ sie in der Freien Stadt Danzig registrieren.
Die für die Deutsche Aero Lloyd gebauten Maschinen wurden 1926 von der Deutschen Luft Hansa übernommen und bis 1934 auf Inlandsstrecken eingesetzt.
Der Prototyp V.45 gelangte im Dezember 1920 in den Besitz des niederländischen Instituts Rijksstudiedienst voor de Luchtvaart. 1936 kaufte Fokker das Flugzeug als Museumsstück zurück. Im Mai 1940 wurde es beim deutschen Einmarsch in Schiphol zerstört.

## Nutzer
Deutsches Reich
- Deutsche Luftreederei
- Deutsche Aero Lloyd
- Deutsche Luft Hansa
- Badisch-Pfälzische Luftverkehrs AG

 Schweiz
- Balair

 Niederlande
- KLM
- Rijksstudiedienst voor de Luchtvaart

 Belgien
- Sabena

## Technische Daten

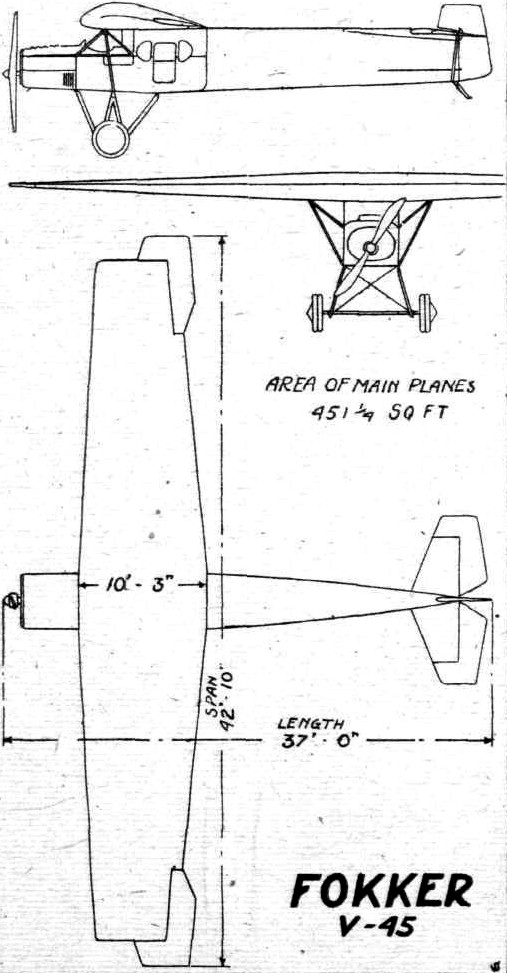
Dreiseitenansicht Fokker F.II

| Kenngröße                 | Daten (Fokker F II)                           | Daten (Fokker-Grulich F II b)                 |
| ------------------------- | --------------------------------------------- | --------------------------------------------- |
| Besatzung                 | 1                                             | 1                                             |
| Passagiere                | 4                                             | 4                                             |
| Länge                     | 11,00 m                                       | 11,00 m                                       |
| Spannweite                | 16,10 m                                       | 17,60 m                                       |
| Höhe                      | 3,66 m                                        | 3,66 m                                        |
| Flügelfläche              | 42,00 m²                                      | 45,80 m²                                      |
| Flügelstreckung           | 6,17                                          | 6,76                                          |
| Rüstmasse                 | 1200 kg                                       | 1392 kg                                       |
| Zuladung                  | 700 kg                                        | 795 kg                                        |
| Nutzlast                  | 352 kg                                        | 403 kg                                        |
| Startmasse                | 1900 kg                                       | 2187 kg                                       |
| Flächenbelastung          | 45,24 kg/m²                                   | 47,75 kg/m²                                   |
| Masse/Leistungsverhältnis | 13,97 kg/kW (10,27 kg/PS)                     | 11,89 kg/kW (8,75 kg/PS)                      |
| Leistungsbelastung        | 3,24 kW/m² (4,40 PS/m²)                       | 4,01 kW/m² (5,46 PS/m²)                       |
| Höchstgeschwindigkeit     | 150 km/h in Bodennähe                         | 170 km/h in Bodennähe                         |
| Reisegeschwindigkeit      | 125 km/h in Bodennähe                         | 150 km/h in Bodennähe                         |
| Steiggeschwindigkeit      | 2,36 m/s                                      | 2,50 m/s                                      |
| Landegeschwindigkeit      | 70 km/h                                       | 80 km/h                                       |
| Dienstgipfelhöhe          | 3800 m                                        | 4000 m                                        |
| Reichweite                | maximal 850 km                                | maximal 900 km                                |
| Flugzeit                  | maximal 6 h                                   | maximal 6 h                                   |
| Start-/Landerollstrecke   | 250 m / 250 m                                 | 240 m / 250 m                                 |
| Triebwerke                | ein wassergekühlter Sechszylinder-Reihenmotor | ein wassergekühlter Sechszylinder-Reihenmotor |
| Typ                       | BMW IIIa                                      | BMW IV                                        |
| Leistung                  | 185 PS (136 kW)                               | 250 PS (184 kW)                               |